# فرج سليمان فؤاد
فرج سليمان فؤاد (1884 - 1950) هو صحافي وشاعر مصري نظم في كثير من أغراض الشعر في عصره، وقد تميزت بعض قصائده بالنقد الاجتماعي والسياسي، وقد ظهر ذلك بصورة واضحة في قصيدته: «المعلقات الوفدية»، كما قام بمدح الحكام وكبار رجال عصره.

## مولده
وُلِد فرج سليمان فؤاد في مدينة أسيوط عام 1884م، وقد تلقى تعليمه الأولي في مدرسة المنيا الابتدائية، ثم انتقل منها إلى القاهرة حيث حصل فيها على شهادة الثانوية عام 1906م.

## الصحافة
عمل وكيلًا لجريدة «الجريدة» وكان يرأس تحريرها أحمد لطفي السيد الذي اختاره وكيلًا للجريدة في مدينة أسيوط عام 1908م، كما أنه أصدر مجلة «النيل» عام 1921م، ومجلة «الحسان» النسائية العام 1925م، واستمر صدورها لمدة أربع سنوات.

## أعماله
لفؤاد العديد من الأعمال، منها:
- الكنز الثمين لعظماء المصريين مطبعة الاعتماد - القاهرة 1917
- قصائد نشرت في مجلة النيل منها: تحية النيل لمليك النيل،[5] «بنك مصر»،[6] «تحية النيل لولي عهد النيل»،[7] «تهنئة»،[8]
- «المعلقات الوفدية» - قصائد انتقد فيها حزب الوفد، وفيها يحاكي المعلقات العربية، وقّعها بأسماء: امرئ القيس - زهير - الشنفرى - صفي الدين الحلي - طرفة - لبيد.
- مقطوعات ضمنها مقامات النيل التي يزيد عددها على 50 مقامة، حملت توقيع «الحريري» نشرت في مجلة النيل، منها:
  - «المقامة السفورية» - 12 من أبريل 1928،
  - «المقامة الحزبية» - 14 من يوليو 1928،
  - «المقامة السياسية»- 21 من يوليو 1928،
  - «المقامة التهويشية» - 28 من يوليو 1928،
  - «المقامة النسوية» - 5 من أغسطس 1928،
  - «المقامة الهزلية» - 18من أغسطس 1928،
  - «المقامة الإصلاحية» - 15من سبتمبر 1928.[9]

- ذكرى شهداء العلم والغربة
- ذكرى الراحل الزعيم محمد فريد.[10]

## الوفاة
توفي في القاهرة عام 1950م، عن عمر يُناهِز الستة والستين عامًا، بعد أن ترك إرثًا علميًّا واسعًا.

## كتب عنه
- خير الدين الزركلي: الأعلام - دار العلم للملايين - بيروت 1990.
- عمر رضا كحالة: معجم المؤلفين - مؤسسة الرسالة - بيروت 1993.
- الدوريات: مجلة الحسان - 4 من يناير 1928.
- مقابلة أجراها الباحث محمد ثابت مع عادل متولي أحد أبناء المنيا المهتمين بالصحافة المحلية - مدينة الجيزة 2003.